# Mladé Bříště
Mladé Bříště (německy Jung Briescht) je obec v okrese Pelhřimov v Kraji Vysočina. Nachází se v Křemešnické vrchovině v mikroregionu, který je nazýván Zálesí. Žije zde 299 obyvatel. V bezprostřední blízkosti obce se nachází Mezinárodní tábor Zálesí.

## Historie
První písemná zmínka o obci pochází z 8. května roku 1226. Tato zmínka se dá dohledat v bule papeže Honoria III., která zároveň potvrzuje majetek želivského kláštera.

## Pamětihodnosti
- Kostel svatého Jana Křtitele - jednolodní, obdélný s pětiboce uzavřeným presbytářem a čtvercovou kaplí Panny Marie Lurdské po jižní straně.
- Fara
- Škola

## Přírodní zajímavosti
Obec se rozprostírá poblíž vedlejšího přítoku Želivky, Jankovského potoka. Dominantou obce je rozsáhlý lesní komplex Rousínov.

## Části obce
- Mladé Bříště
- Hojkovy
- Záhoří

Od 1. ledna 1974 do 23. listopadu 1990 k obci patřily i Staré Bříště a od 1. července 1980 do 30. června 1990 také Mysletín.

## Galerie

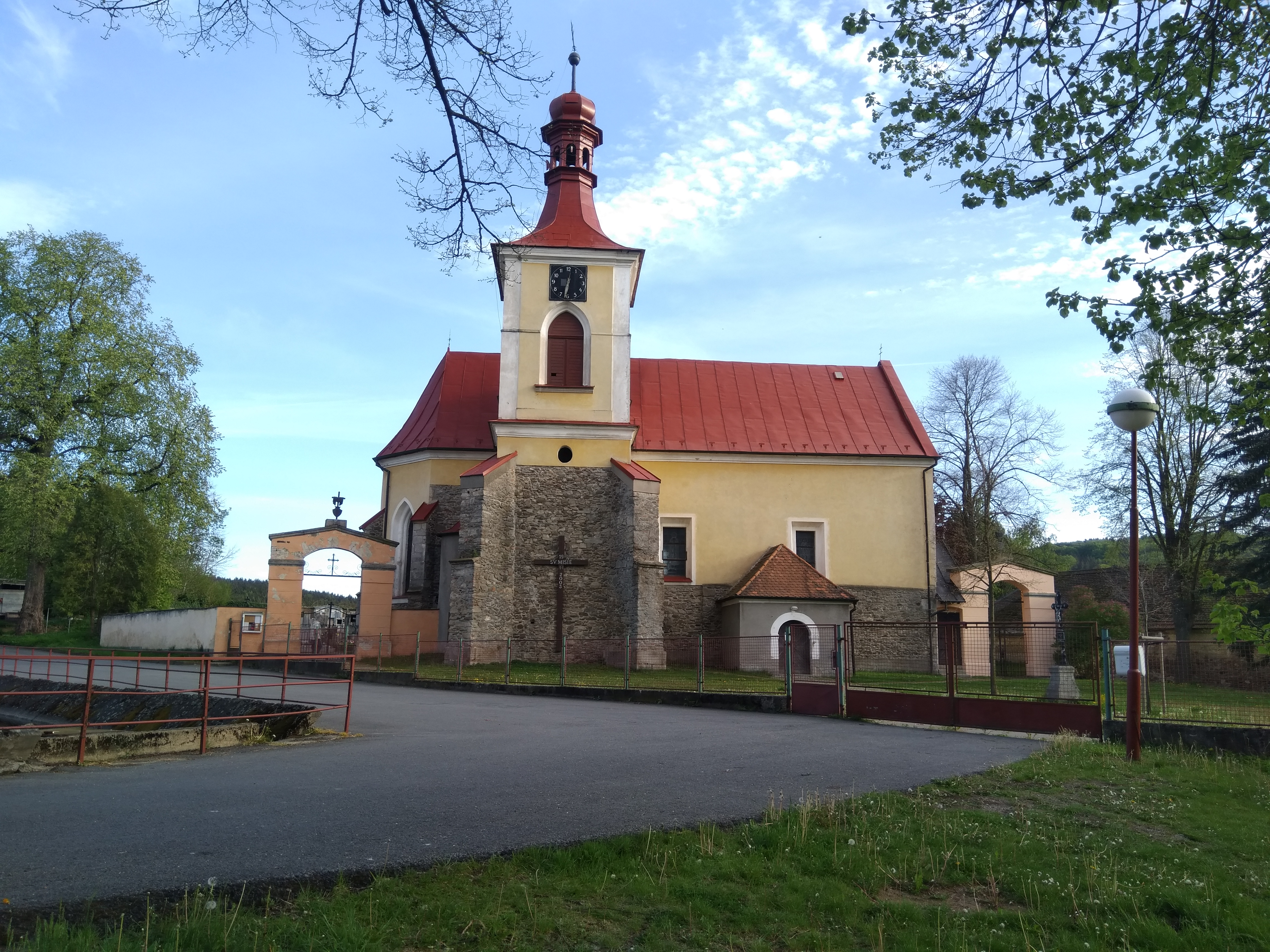
Kostel sv. Jana Křtitele
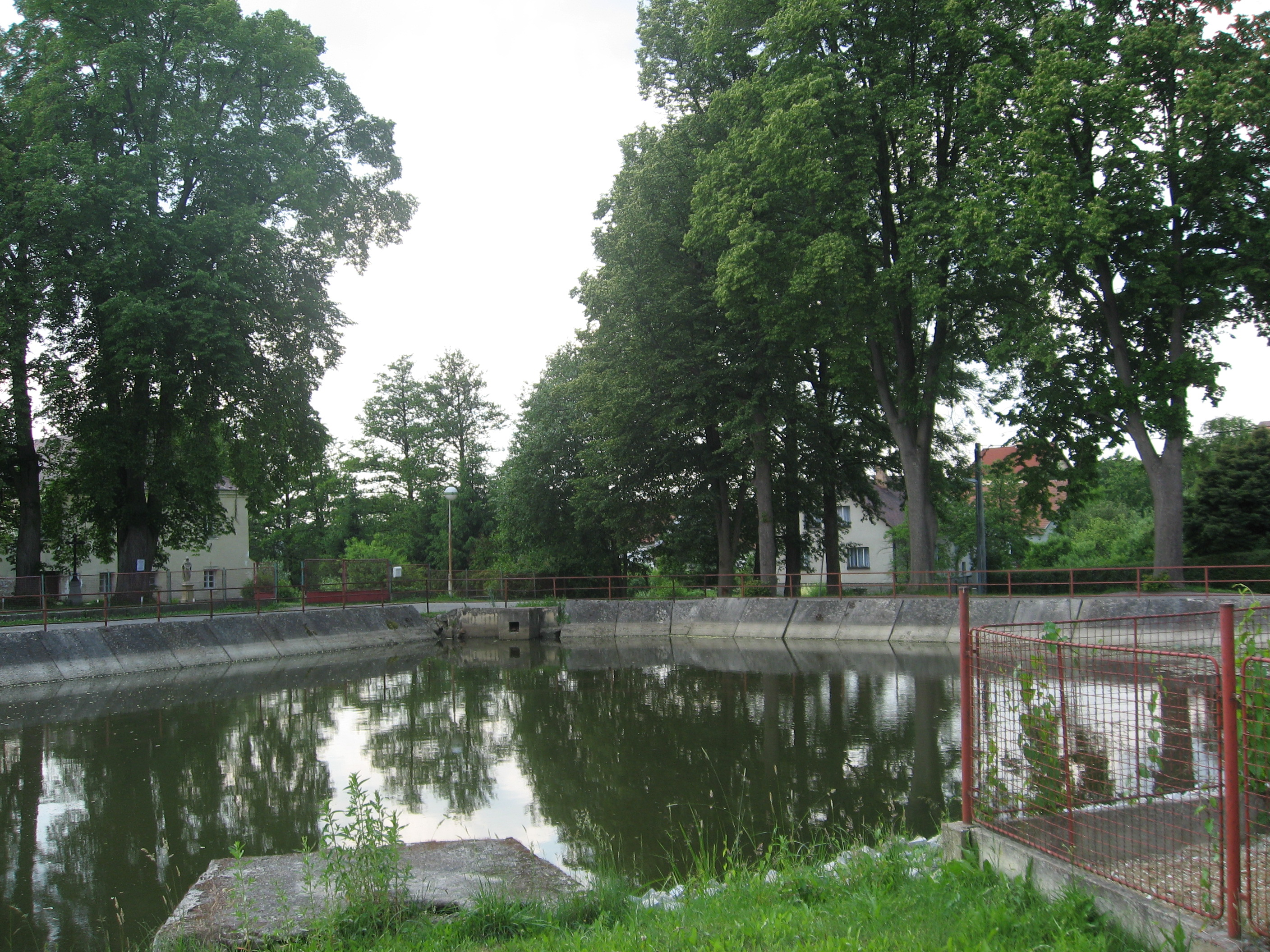
Vodní nádrž